# Jan Stefani

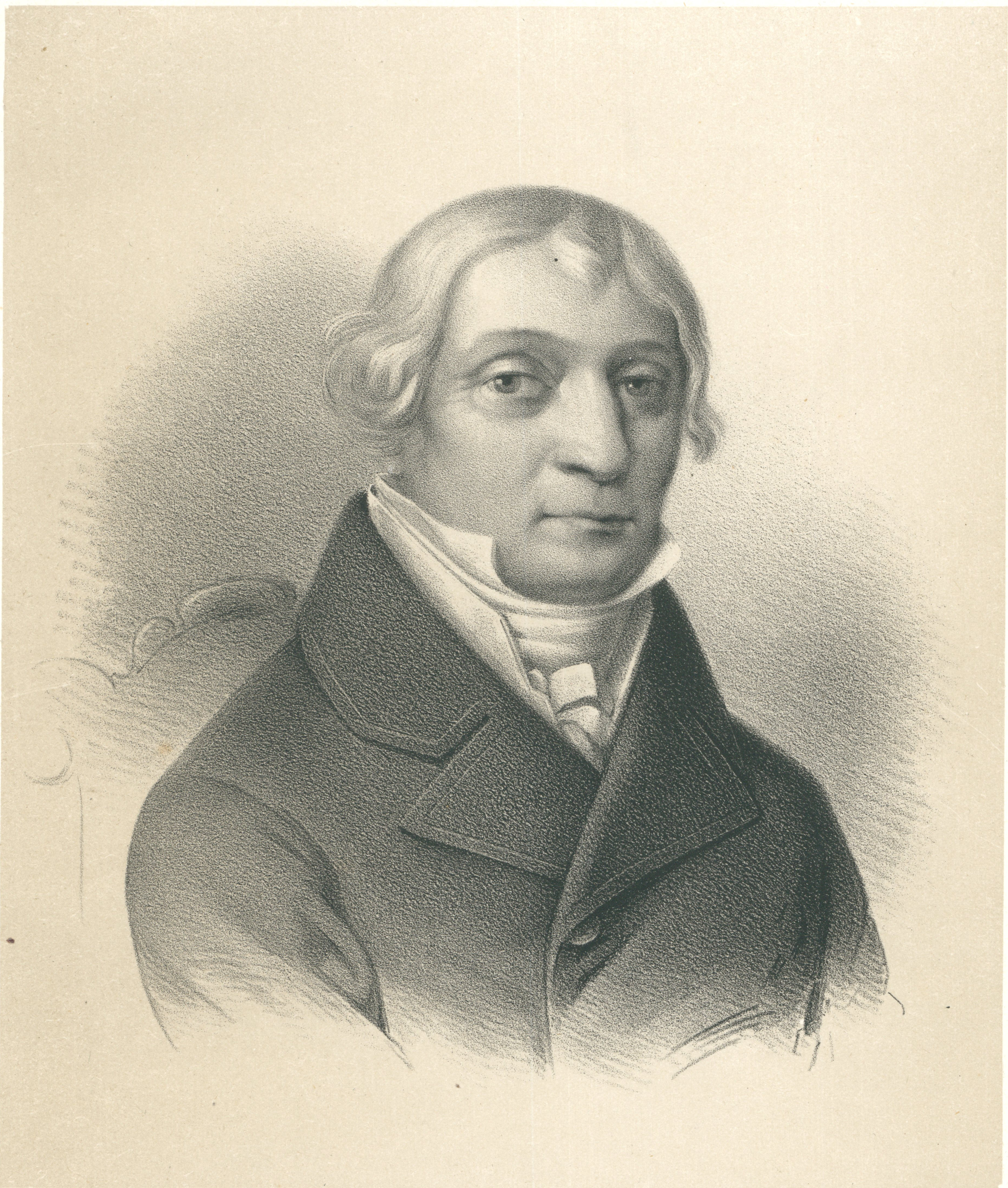
Jan Stefani

Jan Stefani (* um 1747 in Prag; † 24. Februar 1829 in Warschau) war ein in Polen wirkender tschechischer Komponist und Geiger.

## Leben
Stefani wirkte als Kapellmeister in Prag und war später Violinist beim Wiener Hoforchester. 1771 wurde er Konzertmeister des letzten polnischen Königs Stanislaus II. August. Nach dessen Abdankung 1795 wurde er Kapellmeister der Warschauer Oper.
Er komponierte Oratorien, Messen, Bläserpartiten, Polonaisen sowie elf Opern, deren erste – Die Krakowiter und die Bergbewohner (vollständiger Originaltitel Cud mniemany, czyli Krakowiacy i Górale) – mehr als zweihundert Mal aufgeführt wurde. Auch sein Sohn Józef Stefani wurde als Komponist bekannt.